# Forêt de Rosny
La forêt régionale de Rosny est située au nord-ouest du département des Yvelines essentiellement sur la commune de Rosny-sur-Seine (83 %) ainsi que les communes de Perdreauville (15 %), Bréval, Jouy-Mauvoisin, Rolleboise.
Cet espace de 1 221 hectares, dont 1 152 de forêt est depuis 1989 et 1992 la propriété de l’Agence des espaces verts de la région Île-de-France.

## Histoire
Cette forêt appartenait jadis aux seigneurs de Mauvoisin.
Certaines communes limitrophes ont d’ailleurs conservé la référence.
Au XVIe siècle, elle se retrouve entre les mains de Sully, ministre d'Henri IV et seigneur de Rosny, qui la cite à plusieurs reprises dans ses mémoires. On raconte que le roi y chassa au lendemain de la bataille d'Ivry et rencontra Sully, blessé, à proximité du château des Beurons. La fille de Sully fit alors planter le chêne Mademoiselle qui commémore, aujourd'hui encore, cette rencontre, avec une circonférence atteignant les quelque 4,20 mètres.

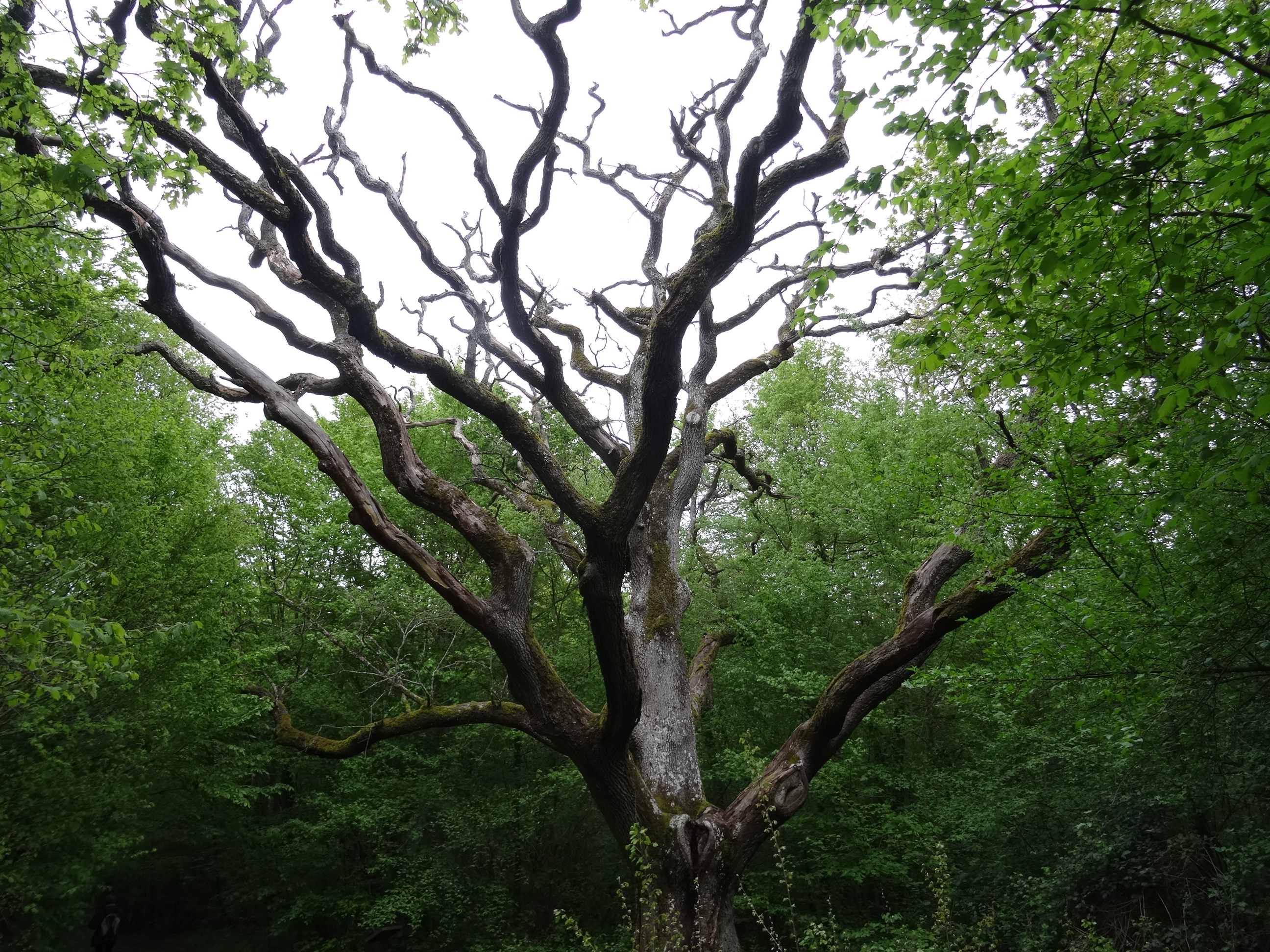
Le chêne « Mademoiselle ».

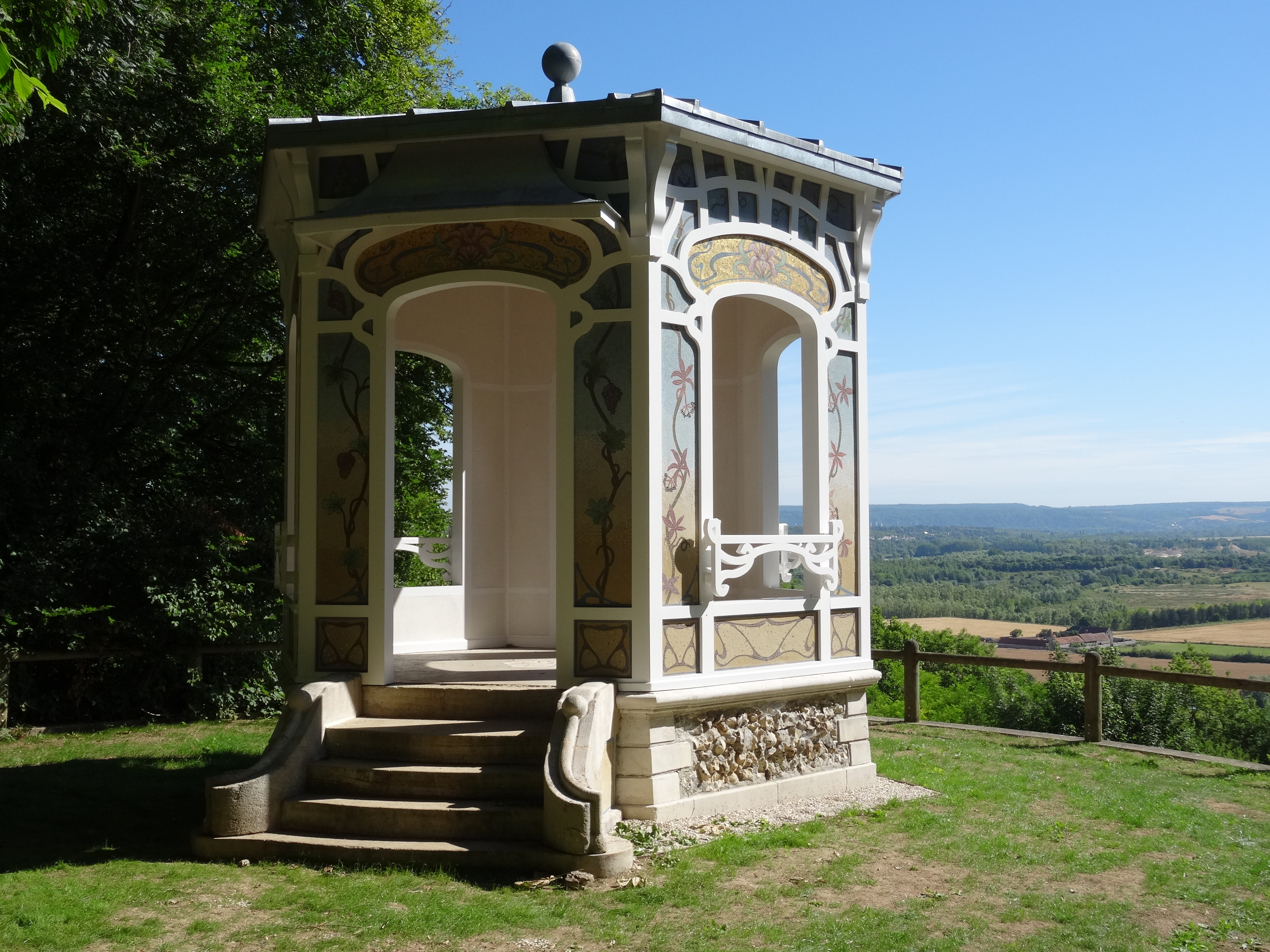
Le kiosque belvédère de Chatillon.